# Ligustrum vulgare

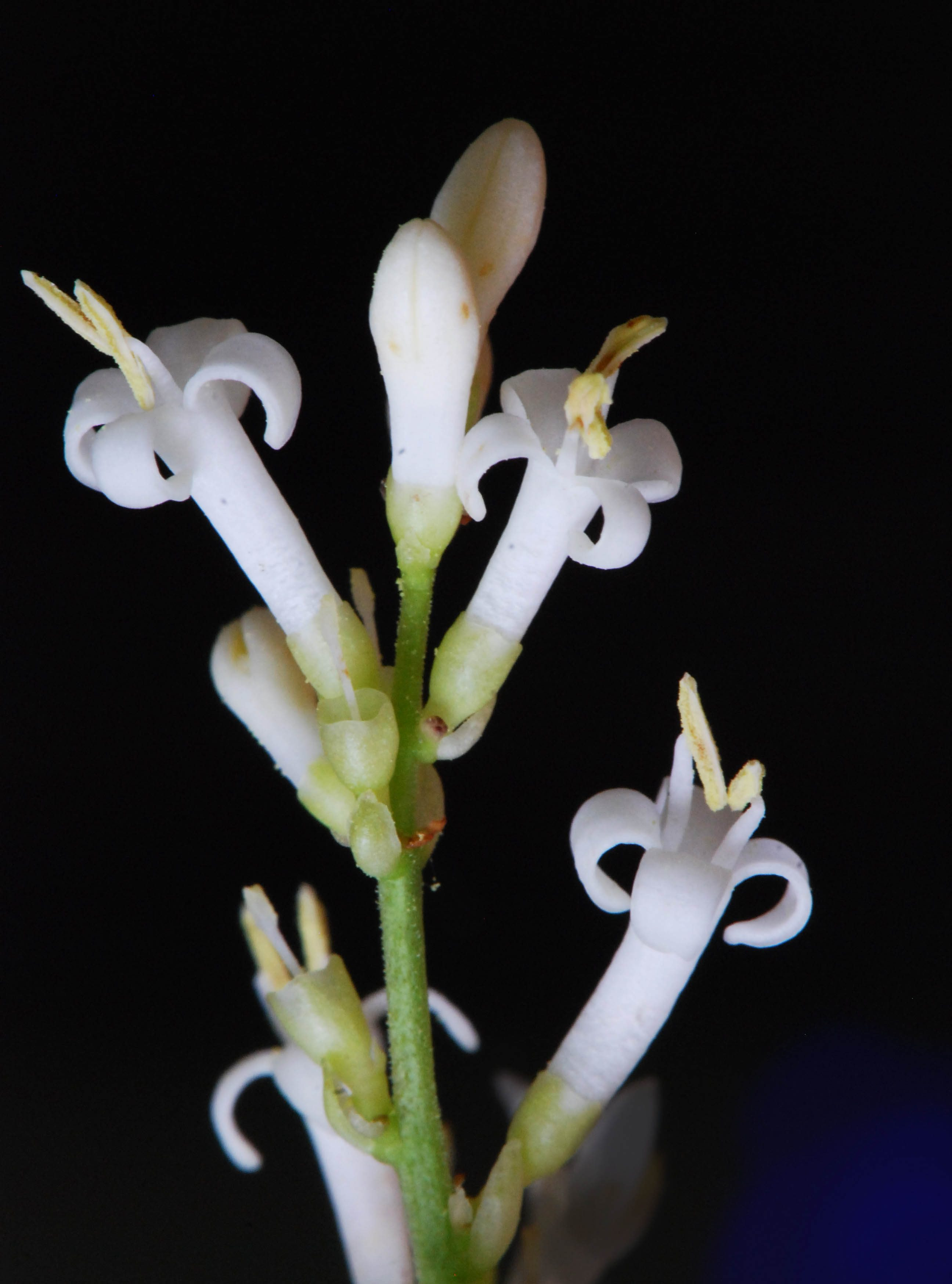
Flores, detalle.

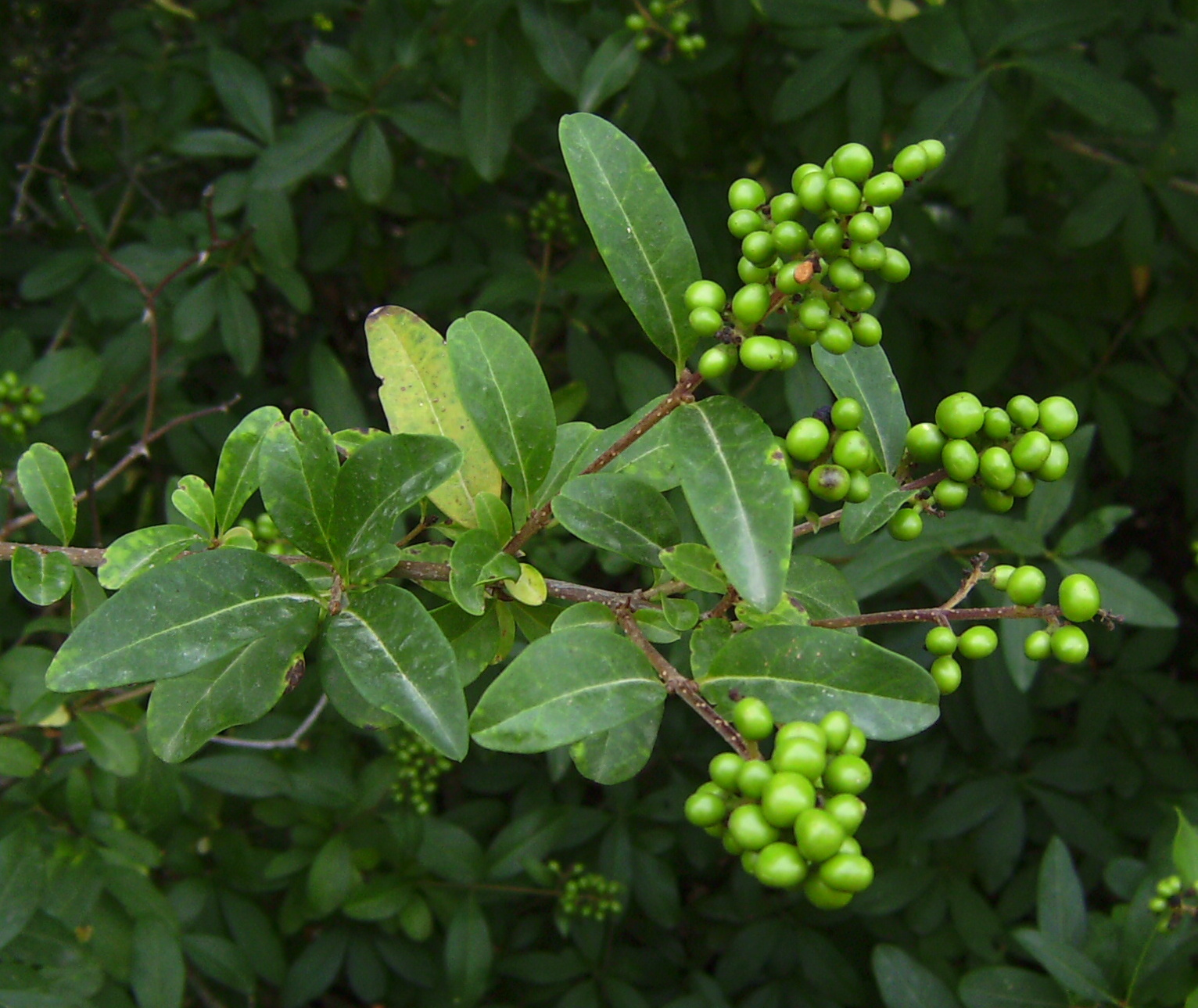
Frutos inmaduros.

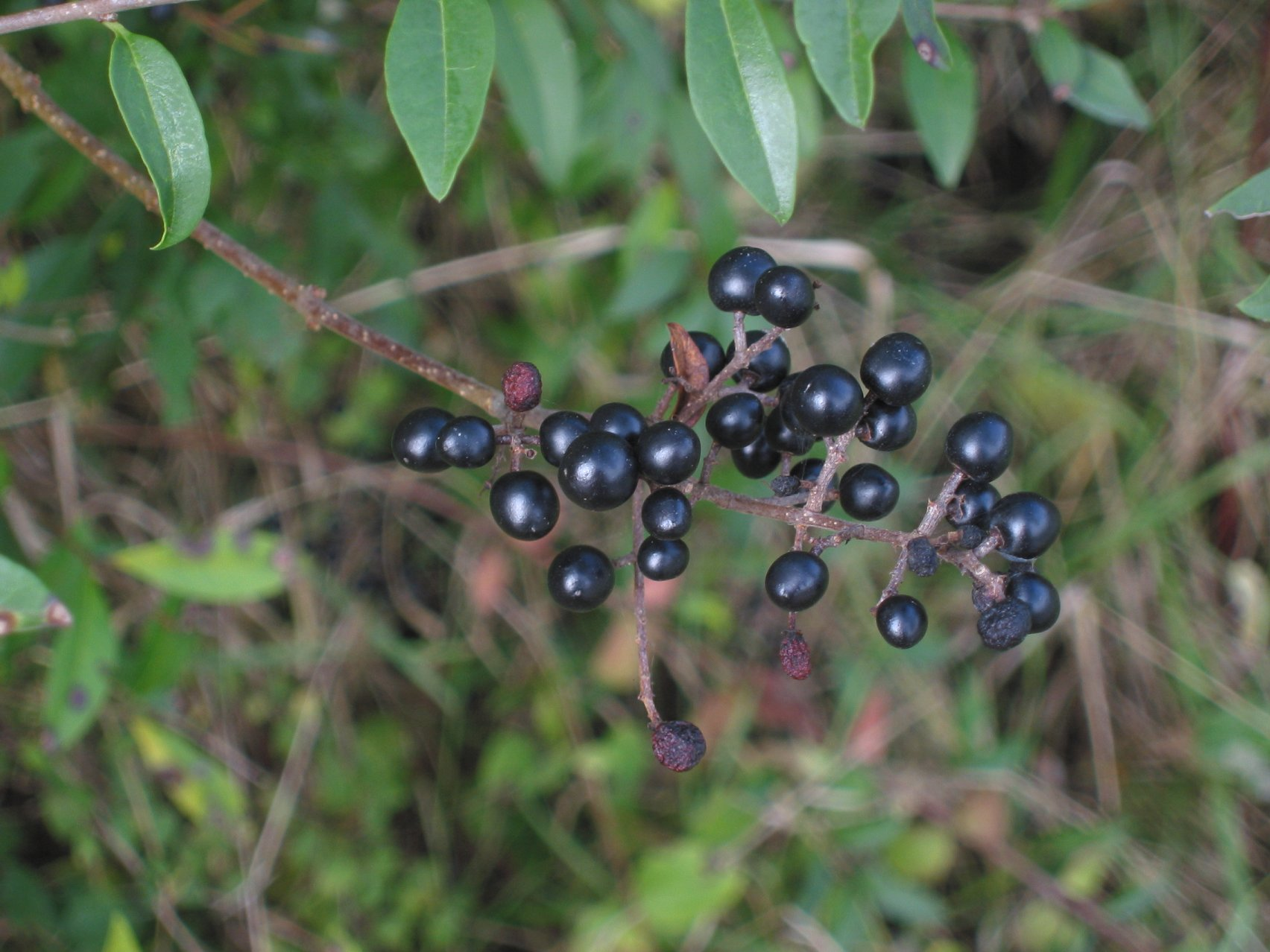
Frutos maduros.

El aligustre o alheña (Ligustrum vulgare) es una especie de planta perteneciente a la familia Oleaceae.

## Descripción
Es un arbusto de 2 a 3 m de altura. Sus hojas, parecidas a las del olivo, pero de color más verde, son opuestas y lanceoladas. Las flores son blancas, gamopétalas y olorosas. El fruto es una baya negra, amarga y tóxica.

## Hábitat
Natural de Europa y Asia, crece en los bosques húmedos y es muy utilizada en setos de jardines y en ribazos. En México se ha naturalizado y se le ve con frecuencia en áreas suburbanas del altiplano.

## Propiedades medicinales
- Contiene principios amargos y alcaloides.
- Debido a su toxicidad no es utilizada, pues su ingesta produce diarreas y vómitos.
- Aumenta la producción de linfocitos por la médula ósea y facilita su maduración hasta convertirse en células T.

## Tinte
Las hojas bien picadas, tras su secado, se utilizan como tinte, llamado «alheña».

## Ecología
Esta planta es el alimento de las orugas de lepidópteros como Craniophora ligustri.

## Taxonomía
Ligustrum vulgare fue descrita por Carlos Linneo en la publicación Species Plantarum 1: 7. 1753.
Taxones infraespecíficos
Todas las subespecies, variedades y formas son meros sinónimos.
Sinonimia
- Ligustrum album Gueldenst. ex Ledeb.
- Ligustrum angustifolium Gilib. nom. inval.
- Ligustrum decipiens Gand.
- Ligustrum insulare Decne.
- Ligustrum insulense Decne.
- Ligustrum italicumMill.
- Ligustrum lodense Glogau
- Ligustrum oviforme Gand.
- Ligustrum sempervirens Mazziari nom. inval.
- Ligustrum vicinum Gand.
- Olea humilis Salisb. nom. illeg.[4]

## Nombres comunes
Abusto, albeña, albena, alfeña, alfena, alheña, aligustre, azahar silvestre, boje, capicuerno, cornapuz, legustio, ligustro, ligustro germánico, malamdurillo, malmadurillo, malmarudillo, matahombres, mata-hombres, olivastro, palillo duro, árbol de alheña, árbol del paraíso, sanguñera, sebe de jardín, Bable: cornapú.
En México le llaman trueno por el parecido de sus ramas torcidas con el relámpago.[cita requerida]